# Phylloptera spinulosa
Phylloptera spinulosa är en insektsart som beskrevs av Brunner von Wattenwyl 1878. Phylloptera spinulosa ingår i släktet Phylloptera och familjen vårtbitare. Inga underarter finns listade i Catalogue of Life.